# ألبرت سيلفا
ألبرت سيلفا هو سياسي سريلانكي، ولد في 15 يونيو 1915 في غالي في سريلانكا، وتوفي في 11 أبريل 2009 في سريلانكا. حزبياً، نشط في الحزب الوطني المتحد. وقد انتخب عضو برلمان سريلانكا.